# 永遠的0
《永遠的0》（日語：永遠の0）是百田尚樹所寫的日本小說，講述青年佐伯健太郎对外祖父生前战友进行探访追忆，以探寻战死的外祖父宫部久藏的过去。宮部久藏是太平洋戰爭期間一名零式艦上戰鬥機飛行員，他深愛著妻子，希望活著回到家人身邊，但最終在沖繩島戰役擔任神風特攻隊於特攻中陣亡。
本書於2006年由太田出版發行，2009年《講談社文庫》發行文庫本，2010年至2012年由本壯一（本名：須本壯一）改編為漫畫，已完結。
2013年，本書改編成為電影，由山崎貴導演，岡田准一主演。宮崎駿質疑電影右傾、揑造「戰爭神話」；但百田尚樹解釋本書旨在表達戰爭的悲慘，並認為日本「自虐史觀教育」讓外界將一切描寫日軍與日本自衛隊的作品「反射性」地過度簡化為右傾。評論也認為，此電影提倡反戰思想，透過前線軍人殉國的故事來表達戰爭的殘酷與無奈。該片也是已故資深男星夏八木勳及已故男星三浦春馬的遺作之一。
2015年，本書由東京電視台改編為開台50週年的3集紀念劇，由向井理主演。

## 劇情簡介
司法考試連續落榜、從具有優秀律師資質的高材生轉而成為一蹶不振的尼特族的佐伯健太郎，某日接到了來自姊姊的半強迫雇用電話，內容是調查「那個人」的生平──健太郎姊弟的親外公，也就是健太郎母親死於戰爭的生父──宮部久藏。
健太郎認為，調查母親生父的過去，對於數十年來撫養母親長大、也十分疼愛健太郎姊弟的繼外祖父而言，可說相當殘酷；但一想到這是母親的願望，健太郎還是咬牙答應。然而，關於宮部久藏的線索，卻只有「以神風特攻隊隊員身分戰死在沖繩上空的二十六歲青年」如此而已。在姊姊的提議下，健太郎開始逐一連絡拜訪當年曾與宮部久藏共事過的戰友們。
「宮部是貪生怕死的膽小鬼！」「宮部是駕駛零式戰鬥機的天才！」這樣對立的聲音從不同戰友口中洩出，健太郎愈是努力想拼湊出宮部久藏的模樣，卻愈是陷入了更深的迷惘中──宮部久藏到底是只想活命的超級膽小鬼，抑或是零式戰鬥機的飛行天才？又或者是愛惜生命而無法適任的飛行教官，私下還是令人崇拜的圍棋高手？而戰友們唯一共同的描述只有一項：宮部久藏深愛著妻子，要活著回到家人身邊。
但更令健太郎疑惑的是：努力與死神拚搏、撐過大小血戰、只為了再見妻子一面的宮部久藏，為何最後竟成為明知必死無疑的神風特攻隊隊員，並在終戰前飛撞敵艦自爆而亡？健太郎為了追尋最終的謎底，尋訪了保有飛行紀錄的老人家；而保有「最後一塊拼圖」的人，竟是一直鼓勵健太郎姐弟追尋真相的繼外祖父大石賢一郎。當謎底揭開時，卻是完全出乎意料，並深深地震動了健太郎姊弟的心與靈魂，改變了他們此後的人生。

## 登場人物
宮部久藏
清子的父親，健太郎和慶子的親外祖父，駕駛零式戰鬥機的天才飛行員。有著異於軍人風格的溫和舉止、彬彬有禮的青年，擅長圍棋。是自太平洋戰爭初期的珍珠港事件即參戰的資深飛行員，終戰前一週，自鹿屋飛行場作為神風特攻隊出撃，以高超技術突破美軍迎擊機群及戰艦高射砲後成功撞擊提康德羅加號航空母艦，但攜帶的炸彈僅為啞彈故特攻失敗後身亡，得年26歲。提康德羅加號美軍官兵因佩服其技術而予以海葬。最終軍階為特務少尉。
佐伯健太郎
26歲，司法考試屢次落榜，喪失信心而成了尼特族。
佐伯慶子
健太郎的姐姐，夢想是成為一名記者。
大石賢一郎
松乃的第二任丈夫，清子的繼父，健太郎和慶子的繼外祖父，宮部久藏的學生。前海軍少尉。
大石松乃
健太郎和慶子的祖母，清子的母親。
長谷川梅雄
前海軍少尉，宮部久藏在拉包爾航空隊時的戰友，批判宮部是珍惜生命的“膽小鬼”。
伊藤寛次
前海軍中尉，宮部久藏在空母赤城時的戰友，很讚賞宮部的空戰技術。
井崎源次郎
前海軍飛行兵曹長，宮部久藏在拉包爾航空隊時的僚機飛行員，其後作為空母翔鶴的成員參加了馬里亞納海戰。他在小說第十一章病逝。
景浦介山
前海軍上等飛行兵曹，宮部久藏在拉包爾航空隊時的僚機飛行員，曾在模擬空戰中試圖擊落宮部久藏。戰後混黑道，曾殺死多人(包括把松乃收為禁臠的黑道大佬)，並將松乃從黑道手中救出來。表面上痛恨宮部久藏，其實內心十分崇拜他，甚至願意為其犧牲性命。喜歡年輕男人。
永井清孝
前海軍整備兵曹長，宮部久藏在拉包爾航空隊時的戰友，很讚賞宮部的圍棋技術及飛行技術。
谷川正夫
前海軍中尉。
岡部昌男
前海軍少尉，住在成田市的千葉縣議會議員。
武田貴則
前海軍少尉，一間上市公司的社長，商界領袖。
大西保彦
前海軍一等兵曹，鹿屋飛行場通信士。

## 出版書籍

### 單行本
| 冊數 | 太田出版      | 太田出版           | 春天出版社     | 春天出版社             |
| 冊數 | 發售日期      | ISBN               | 發售日期       | ISBN                   |
| ---- | ------------- | ------------------ | -------------- | ---------------------- |
| 全   | 2006年8月23日 | ISBN 4-7783-1026-8 | 2013年11月15日 | ISBN 978-986-6000-89-8 |

### 文庫版
另收錄13頁兒玉清的解說。
| 冊數 | 講談社        | 講談社                 |
| 冊數 | 發售日期      | ISBN                   |
| ---- | ------------- | ---------------------- |
| 全   | 2009年7月15日 | ISBN 978-4-06-276413-1 |

## 漫畫
於雙葉社漫畫雜誌《漫畫ACTION》2010年1月到2012年2月期間進行連載。作畫由須本壯一負責（筆名：本壯一）。單行本全5卷，叢書分類為ACTION Comics。
| 冊數 | 雙葉社         | 雙葉社                 | 東立出版社    | 東立出版社             |
| 冊數 | 發售日期       | ISBN                   | 發售日期      | ISBN                   |
| ---- | -------------- | ---------------------- | ------------- | ---------------------- |
| 1    | 2010年7月28日  | ISBN 978-4-575-83796-4 | 2013年4月2日  | ISBN 978-986-332-169-9 |
| 2    | 2010年11月27日 | ISBN 978-4-575-83839-8 | 2014年2月6日  | ISBN 978-986-332-170-5 |
| 3    | 2011年7月28日  | ISBN 978-4-575-83934-0 | 2014年2月28日 | ISBN 978-986-332-171-2 |
| 4    | 2011年11月28日 | ISBN 978-4-575-83994-4 | 2014年4月23日 | ISBN 978-986-332-172-9 |
| 5    | 2012年4月28日  | ISBN 978-4-575-84065-0 | 2014年5月15日 | ISBN 978-986-332-173-6 |

## 電影

### 演員
- 宮部久藏：岡田准一（V6）
- 佐伯健太郎：三浦春馬
- 松乃：井上真央
- 佐伯慶子：吹石一恵
- 佐伯清子：風吹純（幼年時期：栗本有規）
- 大石賢一郎：夏八木勲（青年時期：染谷將太）
- 井崎：橋爪功（青年時期：濱田岳）
- 武田：山本學（青年時期：三浦貴大）
- 景浦：田中泯（青年時期：新井浩文）
- 長谷川：平幹二朗
- 小山：上田龍也（KAT-TUN）
- 山田：佐佐木一平
- 伊藤：青木健
- 香川：遠藤雄弥
- 寺西：栩原樂人

### 製作人員
- 原作：百田尚樹《永遠的0》（太田出版）
- 導演、視覺效果：山崎貴
- 脚本：山崎貴、林民夫
- 音樂：佐藤直紀
- 視覺效果：澀谷紀世子
- 攝影：柴崎幸三
- 美術：上條安里
- 照明：上田成行
- 錄音：藤本賢一
- 編集：宮島竜治
- 音效：岡瀬晶彥
- 裝飾：龍田哲兒
- 副導演：山本透
- 企画：Amuse
- 制作公司：ROBOT
- 視覺效果公司：白組
- 制作協力：東宝映画、阿部秀司事務所
- 發行：東宝
- 製作：《永遠的0》製作委員会（東宝、Amuse、Amuse Soft Entertainment、電通、ROBOT、白組、阿部秀司事務所、J Storm、太田出版、講談社、雙葉社、朝日新聞、日本經濟新聞社、KDDI、FM東京、日本出版販賣、GyaO!、中日新聞社、西日本新聞社）

### 主題曲
「螢」
作詞、作曲：桑田佳祐，編曲、歌：南方之星（Victor TAISHITA／SPEEDSTAR RECORDS）

### 奖项
第38届日本电影学院奖
- 最佳影片
- 最佳导演：山崎贵
- 最佳男主角：冈田准一
- 最佳摄影：柴崎辛三
- 最佳剪辑：宫岛龙治
- 最佳灯光：上田成幸（上田なりゆき）
- 最佳美术：上条安里
- 最佳录音：藤本贤一

## 電視劇
東京電視台為慶祝開台50週年特別企劃的紀念劇，於2015年2月11日（第1夜）2月14日（第2夜）、2月15日（第3夜）播出，全劇共3集。

### 登場角色
- 宮部久藏：向井理
- 景浦介山：柄本明（青年時期：尾上松也（日语：尾上松也 (2代目)））
- 大石賢一郎：伊東四朗（青年時期：中村蒼）
- 村田保彦：龍雷太（青年時期：渡邊大（日语：渡辺大））
- 武田貴則：山本圭（青年時期：工藤阿須加）
- 井崎源次郎：近藤正臣（青年時期：滿島真之介）
- 長谷川梅男：笹野高史（青年時期：中尾明慶）
- 伊藤寛次：津嘉山正種（青年時期：千原靖史）
- 小山實：石黑英雄
- 永井清孝：賀來賢人
- 谷川正夫：金井勇太（日语：金井勇太）
- 六藤学：大和田健介（日语：大和田健介）
- 佐伯健太郎：桐谷健太
- 佐伯慶子：廣末涼子
- 佐伯清子：高畑淳子

### 製作團隊
- 導演：佐佐木章光
- 編劇：櫻井武晴（日语：櫻井武晴）
- 製作人：岡部紳二
- 協力：防衛省、陸上自衛隊、海上自衛隊、航空自衛隊、鹿兒島縣鹿屋市
- 製作：東京電視台、TELEPACK（日语：テレパック）

### 主題曲
「櫻花片片（桜ひとひら）」
作詞、演唱： MISIA / 作曲、編曲：her0ism・SHIROSE from WHITE JAM / ストリングス・アレンジ：服部隆之

## 迴響

### 日本社会
根據厚生勞動省的統計，申請「軍人履歷原表」的人在這幾年間越來越多，原本在2005年時有著898件，之後在2011年之後只剩下了403件，但是到了2013年卻增加到了639件，但多數的理由是為了「慰靈」，不同於以前多半為戰友會為紀錄歷史或供本人或是其親屬寫傳記之用。但是厚生勞動省的人員表示「不曉得為甚麼會增加」，但推測是因為《永遠的0》的電影與小說以及《艦隊Collection》的興起。

## 外部連結
- 電影『永遠的0』公式網站（日語）
- 電影『永遠的0』公式帳號的X（前Twitter）（日語）
- 東京電視台【Special Drama】 永遠的0 公式網站（日語）

| 上一届： 《魯邦三世VS名偵探柯南 THE MOVIE》 | 2013年日本週末票房冠軍 第51－52周 | 下一届： 無（年度結束） |

| 上一届： 無（年度開始） | 2014年日本週末票房冠軍 第1－6周 | 下一届： 《鼴鼠之歌：密探玲二》 |